# Sagedia
Sagedia is een geslacht van korstmossen behorend tot de familie Megasporaceae. De typesoort is Sagedia chlorotica.

## Soorten
Volgens Index Fungorum bevat het geslacht 91 soorten (peildatum november 2021):
| Soortnaam              | Auteur(s)                            | Publicatiejaar |
| ---------------------- | ------------------------------------ | -------------- |
| Sagedia abietina       | Körb.                                | 1855           |
| Sagedia aggregata      | (Ach.) Fr.                           | 1831           |
| Sagedia alboatra       | Müll. Arg.                           | 1880           |
| Sagedia alpina         | (Bagl. & Carestia) Jatta             | 1900           |
| Sagedia ampullacea     | Deakin                               | 1854           |
| Sagedia amygdali       | (A. Massal.) Jatta                   | 1899           |
| Sagedia anceps         | Kremp.                               | 1861           |
| Sagedia anisospora     | Müll. Arg.                           | 1874           |
| Sagedia arenaria       | Anzi                                 | 1860           |
| Sagedia ariae          | Müll. Arg.                           | 1872           |
| Sagedia athallina      | Bagl. & Carestia                     | 1881           |
| Sagedia atrata         | Müll. Arg.                           | 1867           |
| Sagedia augustana      | Britzelm.                            | 1904           |
| Sagedia auruntii       | (A. Massal.) Müll. Arg.              | 1867           |
| Sagedia bivinacea      | Norman                               | 1884           |
| Sagedia borreri        | Nägeli                               | 1857           |
| Sagedia bubulcae       | (A. Massal.) Garov.                  | 1865           |
| Sagedia calcarea       | Deakin                               | 1854           |
| Sagedia calciseda      | Bagl. & Carestia                     | 1865           |
| Sagedia caliginosa     | Anzi                                 | 1862           |
| Sagedia callopisma     | A. Massal.                           | 1855           |
| Sagedia candida        | Anzi                                 | 1862           |
| Sagedia candidissima   | Ach.                                 | 1810           |
| Sagedia cembricola     | Anzi                                 | 1866           |
| Sagedia cembrinicola   | Rabenh.                              | 1869           |
| Sagedia chiomela       | Norman                               | 1884           |
| Sagedia chloromelaena  | A. Massal.                           | 1855           |
| Sagedia chlorotella    | (Nyl.) Arnold                        | 1882           |
| Sagedia cinerea        | Fr.                                  | 1831           |
| Sagedia cinerosula     | Bagl.                                | 1892           |
| Sagedia circumfusa     | (Nyl.) Hazsl.                        | 1884           |
| Sagedia constricta     | Anzi                                 | 1868           |
| Sagedia cryptarum      | (Garov.) B. de Lesd.                 | 1907           |
| Sagedia depressa       | Ach.                                 | 1810           |
| Sagedia elaeospila     | (Nyl.) Arnold                        | 1882           |
| Sagedia engeliana      | Saut.                                | 1846           |
| Sagedia erumpens       | A. Massal.                           | 1852           |
| Sagedia excoecariae    | Müll. Arg.                           | 1880           |
| Sagedia ferruginosa    | Eitner                               | 1911           |
| Sagedia fuscella       | Fr.                                  | 1831           |
| Sagedia fusiformis     | (Hepp) Arnold                        | 1861           |
| Sagedia gisleri        | Müll. Arg.                           | 1877           |
| Sagedia harrimannii    | A. Massal.                           | 1852           |
| Sagedia heppii         | (Nägeli) Körb.                       | 1863           |
| Sagedia hungarica      | Hazsl.                               | 1869           |
| Sagedia illinata       | Körb.                                | 1855           |
| Sagedia lactea         | Körb.                                | 1855           |
| Sagedia lariana        | (A. Massal.) Anzi                    | 1860           |
| Sagedia laurina        | Anzi                                 | 1868           |
| Sagedia lojkana        | Poetsch                              | 1872           |
| Sagedia lugubris       | Mont.                                | 1849           |
| Sagedia macrospora     | Miyoshi                              | 1901           |
| Sagedia macularis      | (Wallr.) Körb.                       | 1855           |
| Sagedia marcucciana    | Bagl.                                | 1879           |
| Sagedia marucciana     | Bagl.                                | 1879           |
| Sagedia mastrucata     | (Wahlenb.) A. Nordin, Savić & Tibell | 2010           |
| Sagedia minutissima    | Müll. Arg.                           | 1872           |
| Sagedia muscorum       | (Hepp) Müll. Arg.                    | 1862           |
| Sagedia netrospora     | (Nägeli) Anzi                        | 1862           |
| Sagedia nigella        | (Kremp.) Hepp                        | 1860           |
| Sagedia nunatakkorum   | (Poelt) S.Y. Kondr.                  | 2016           |
| Sagedia obsoleta       | Kremp.                               | 1862           |
| Sagedia oleae          | A. Massal.                           | 1855           |
| Sagedia oleriana       | A. Massal.                           | 1854           |
| Sagedia parameca       | A. Massal.                           | 1855           |
| Sagedia perexigua      | Müll. Arg.                           | 1872           |
| Sagedia peripherica    | A. Massal. ex Arnold                 | 1858           |
| Sagedia personata      | (Kremp.) Kremp.                      | 1861           |
| Sagedia phillyreae     | Jatta                                | 1875           |
| Sagedia rhododendri    | Bagl.                                | 1865           |
| Sagedia riparia        | Hepp                                 | 1857           |
| Sagedia rubella        | (A. Massal.) Anzi                    | 1860           |
| Sagedia rubra          | (Fr.) Schaer.                        | 1850           |
| Sagedia rugosa         | Anzi                                 | 1868           |
| Sagedia salicis        | A. Massal.                           | 1855           |
| Sagedia schleicheri    | Müll. Arg.                           | 1870           |
| Sagedia simoensis      | (Räsänen) A. Nordin, Savić & Tibell  | 2010           |
| Sagedia spectabilis    | Hepp ex Müll. Arg.                   | 1862           |
| Sagedia sprucei        | Anzi                                 | 1856           |
| Sagedia subconfluens   | Müll. Arg.                           | 1872           |
| Sagedia tenebricosa    | (A. Massal.) Jatta                   | 1900           |
| Sagedia thuretii       | (Hepp) Körb.                         | 1855           |
| Sagedia trechalea      | (Nyl.) Arnold                        | 1874           |
| Sagedia umbonata       | (Schaer.) Jatta                      | 1900           |
| Sagedia umbrosa        | Müll. Arg.                           | 1862           |
| Sagedia ungeri         | (Flot.) Anzi                         | 1864           |
| Sagedia verrucarioides | Ach.                                 | 1810           |
| Sagedia viridatula     | (Nyl.) Arnold                        | 1882           |
| Sagedia werneri        | M. Choisy                            | 1931           |
| Sagedia werwaestii     | B. de Lesd.                          | 1906           |
| Sagedia zonata         | Ach.                                 | 1809           |